# Грамази
Грамази́ (фр. Gramazie) — коммуна во Франции, находится в регионе Лангедок — Руссильон. Департамент коммуны — Од. Входит в состав кантона Алень. Округ коммуны — Лиму.
Код INSEE коммуны — 11167.

## Население
Население коммуны на 2008 год составляло 101 человек.
| 1962 | 1968 | 1975 | 1982 | 1990 | 1999 | 2008 |
| ---- | ---- | ---- | ---- | ---- | ---- | ---- |
| 91   | 84   | 71   | 59   | 89   | 71   | 101  |

## Экономика
В 2007 году среди 62 человек в трудоспособном возрасте (15—64 лет) 41 были экономически активными, 21 — неактивными (показатель активности — 66,1 %, в 1999 году было 72,7 %). Из 41 активных работали 33 человека (21 мужчина и 12 женщин), безработных было 8 (4 мужчины и 4 женщины). Среди 21 неактивных 6 человек были учениками или студентами, 6 — пенсионерами, 9 были неактивными по другим причинам.